# Лейк-Браян (Техас)
Лейк-Браян (англ. Lake Bryan) — переписна місцевість (CDP) в США, в окрузі Бразос штату Техас. Населення — 2060 осіб (2020).

## Географія
Лейк-Браян розташований за координатами 30°42′52″ пн. ш. 96°27′55″ зх. д. / 30.71444° пн. ш. 96.46528° зх. д. (30.714431, -96.465219).  За даними Бюро перепису населення США в 2010 році переписна місцевість мала площу 26,39 км², з яких 23,71 км² — суходіл та 2,68 км² — водойми.

## Демографія
Згідно з переписом 2010 року, у переписній місцевості мешкало 1728 осіб у 538 домогосподарствах у складі 432 родин. Густота населення становила 65 осіб/км².  Було 596 помешкань (23/км²).
Расовий склад населення:
| - 74,0 % — білих - 6,4 % — чорних або афроамериканців - 0,2 % — вихідців з тихоокеанських островів - 0,2 % — корінних американців - 0,1 % — азіатів - 17,9 % — осіб інших рас |

До двох чи більше рас належало 1,1 %. Частка іспаномовних становила 47,5 % від усіх жителів.
За віковим діапазоном населення розподілялося таким чином: 31,1 % — особи молодші 18 років, 61,1 % — особи у віці 18—64 років, 7,8 % — особи у віці 65 років та старші. Медіана віку мешканця становила 31,7 року. На 100 осіб жіночої статі у переписній місцевості припадало 101,9 чоловіків;  на 100 жінок у віці від 18 років та старших — 103,9 чоловіків також старших 18 років.
Середній дохід на одне домашнє господарство  становив 61 147 доларів США (медіана — 48 218), а середній дохід на одну сім'ю — 58 518 доларів (медіана — 44 273). За межею бідності перебувало 27,7 % осіб, у тому числі 42,1 % дітей у віці до 18 років та 15,2 % осіб у віці 65 років та старших.
Цивільне працевлаштоване населення становило 887 осіб. Основні галузі зайнятості: освіта, охорона здоров'я та соціальна допомога — 18,9 %, науковці, спеціалісти, менеджери — 17,0 %, будівництво — 16,3 %.